# Herewegbuurt
De Herewegbuurt is een buurt van de Nederlandse stad Groningen. De buurt vormt onderdeel van de wijk Herewegwijk en Helpman. De buurt ligt ten zuiden van de spoorlijn Groningen-Assen, en ten noorden van de zuidelijke ringweg. In het westen grenst de buurt aan de Rivierenbuurt, in het oosten aan de Oosterpoort en in het zuiden aan de Sterrebosbuurt. Samen met de Rivierenbuurt wordt de Herewegbuurt ook wel de Herewegwijk genoemd.
De buurt bestond van oudsher uit twee subbuurten: De Herewegbuurt-Oost aan oostzijde van de Hereweg en de Davidstraatbuurt aan westzijde van de Hereweg. De Davidstraatbuurt (vroeger ook wel Davidstraatkwartier) werd van de Rivierenbuurt gescheiden door de Vechtstraat in het zuiden en de Achterweg in het westen. Informeel werd de Davidstraatbuurt in de loop der tijd steeds meer gezien als onderdeel van de Rivierenbuurt. In 2014 werd deze subbuurt bij de herziening van de wijkindeling ook formeel aan de Rivierenbuurt toegevoegd, waardoor de Herewegbuurt sindsdien alleen nog uit de Herewegbuurt-Oost bestaat.
In de Davidstraatbuurt bevindt zich onder andere het gebouw Rivierenstede (op de zuidwestgrens met de Rivierenbuurt). In de Herewegbuurt-Oost bevinden zich onder andere de Scholtenskoepel, de wooncomplexen Heerepoort en Herehof en het gebouw van de GGZ (PsyQ).

## Geschiedenis
De Hereweg is de oude weg van Groningen naar het zuiden. De eerste bebouwing buiten de oude stad ontstond al in de zeventiende eeuw. Daar is vrijwel niets van bewaard gebleven. Het oudste nog bestaande deel van de huidige buurt, een complex van 80 arbeiderswoningen aan de Willemstraat, werd in 1865 gebouwd door de Bouwvereniging, de eerste woningbouwvereniging van Groningen.
In de Davidstraatbuurt woonden aanvankelijk vooral boeren en moeskers. In de 19e eeuw ontstond er echter een sloppenwijk. Nadat er in 1864 een spoorwegemplacement werd gevestigd, kwamen er ook steeds meer spoorarbeiders te wonen. Na de verharding van de Hereweg in 1824 vestigden zich steeds meer welgestelden langs de Hereweg. Na het slechten van de stadswallen vanaf 1878 vond er steeds meer particuliere woningbouw plaats. Vanaf ongeveer 1880 werd de krottenwijk in de Davidstraatbuurt opgeruimd omdat de gemeente het gebied een representatiever uiterlijk wilde geven.
De Herewegbuurt wordt aan zuidzijde begrensd door het Sterrenbos. In de zestiger jaren van de twintigste eeuw werd ten behoeve van de aanleg van de zuidelijke ringweg een deel uit dat bos gekapt, zodat nog slechts een klein deel van het Sterrebos aan de buurt grenst.

## Afbeeldingen

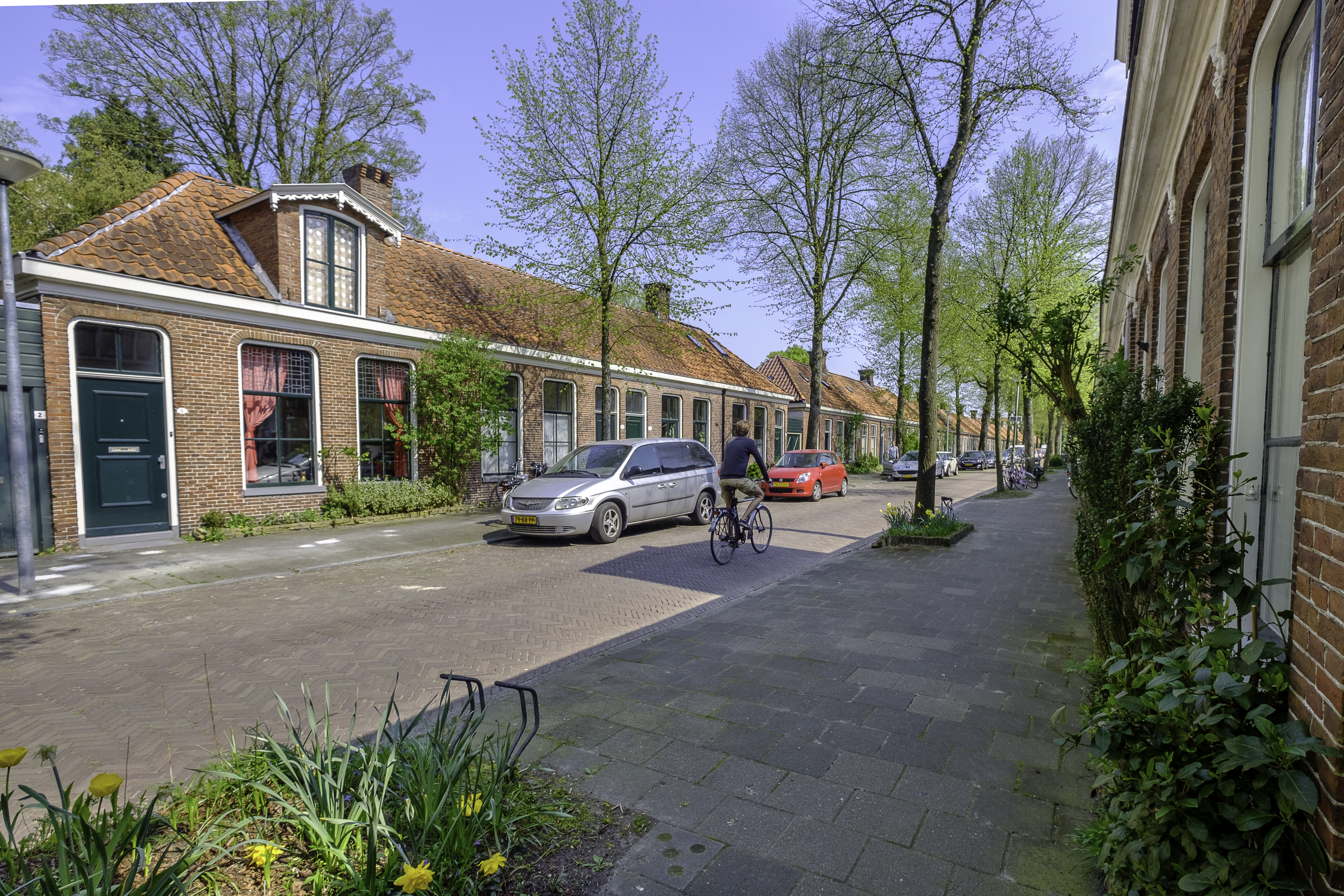
Arbeiderswoningen aan de Willemstraat
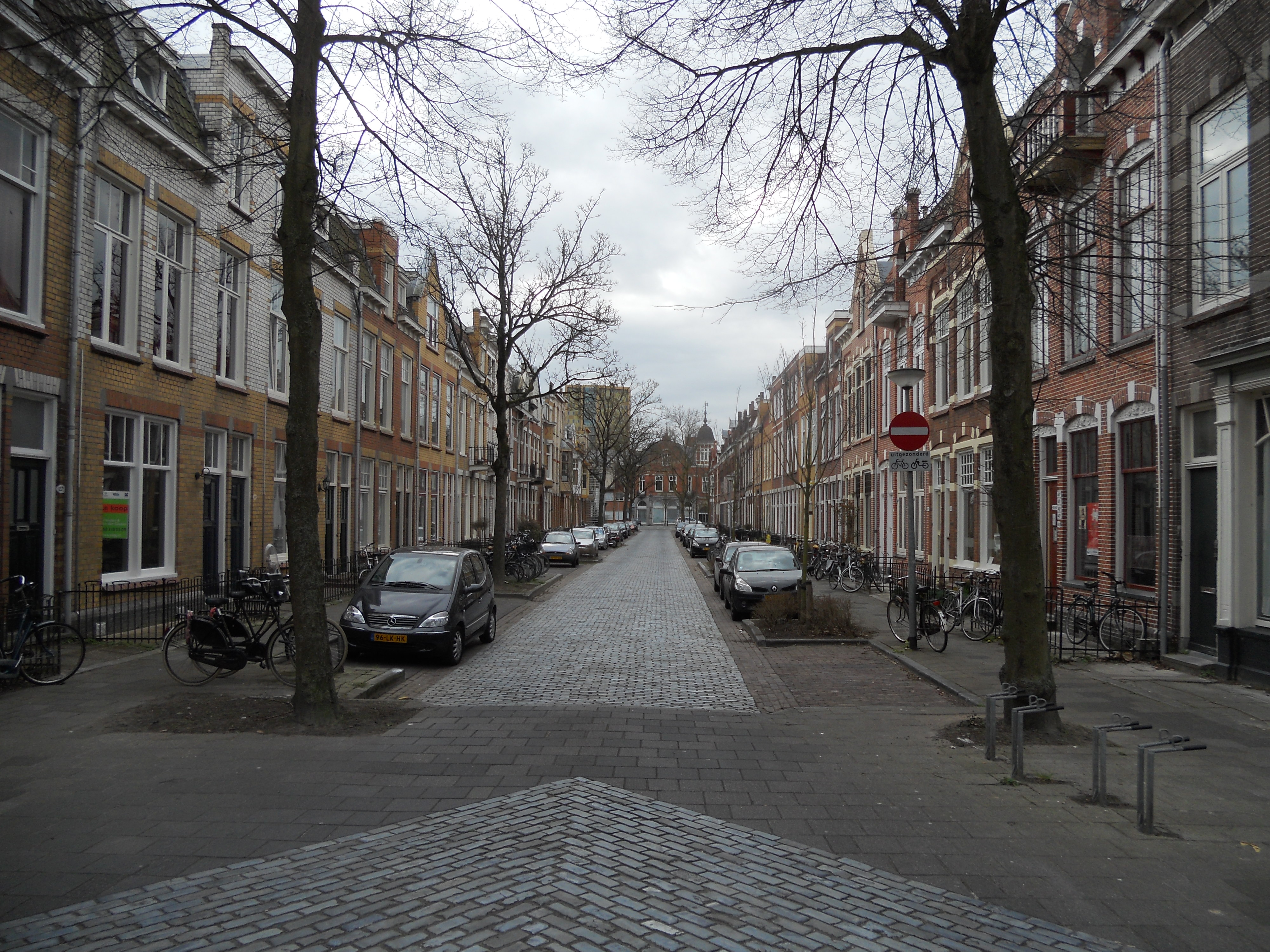
Tweede Willemstraat (2012)
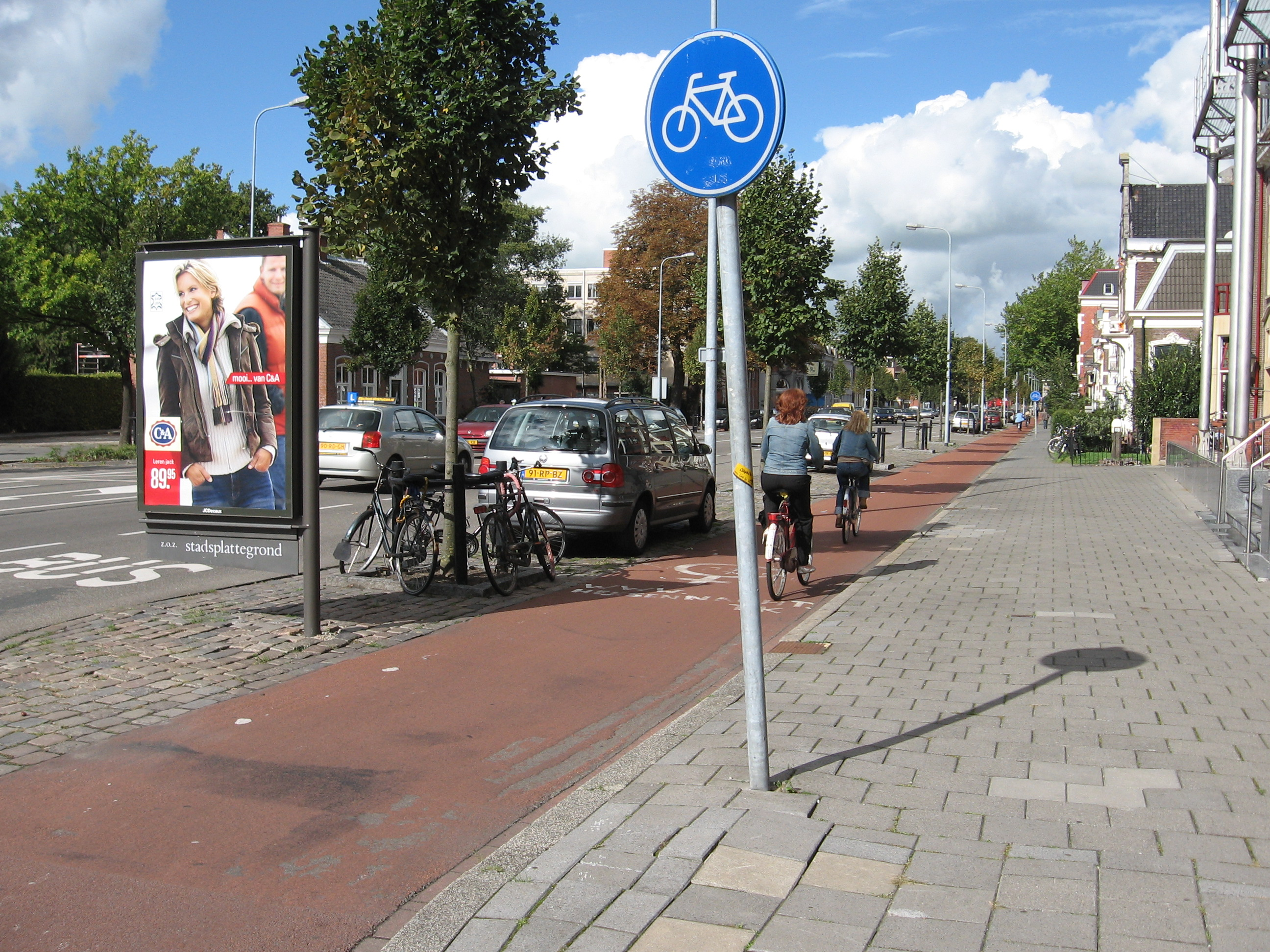
Hereweg (2006)